# Вольтер, Эдуард Александрович
Эдуа́рд Алекса́ндрович Во́льтер (латыш. Eduards Volters, лит. Eduardas Volteris; 6 [18] марта 1856, Агенскалнс (ныне — в пределах Риги) — 14 декабря 1941, Каунас) — российский и литовский лингвист, этнограф, фольклорист, археолог.

## Биография
Эдуард Вольтер родился 6(18) марта 1856 года в Агенскалнсе в семье латвийского пастора. Окончив Рижскую губернскую гимназию (1875), в 1875—1877 годах учился на философском факультете Лейпцигского университета,  затем в Дерптском университете (1877—1880); с 1880 года — в Московском, а затем в Харьковском университете. Получил в Харькове степень магистра русской словесности за диссертацию «Разыскания по вопросу о грамматическом роде».
В 1885—1918 годах преподавал в Петербургском университете. Был цензором литовских изданий (1904—1917) и содействовал выходу многих литовских книг. Опекал Пранаса Вайчайтиса, Казимераса Бугу и других литовских студентов. С 1907 года состоял членом Литовского научного общества и библиотеке Общества в Вильне в 1908—1915 годах подарил 1337 книг.
В 1918 году перебрался в Литву и в 1919 году стал заведующим Центральной библиотеки Литвы в Вильно. После того, как в апреле 1919 года город заняли польские части, выехал с семьёй в Каунас. В 1919—1922 годах был директором Центральной библиотеки Литвы в Каунасе.
В 1919 году состоял членом комиссии по учреждению высшей школы Литвы. Был заведующим гуманитарного отделения Высших курсов в Каунасе, на основе которых позднее был образован Литовский университет (1920—1922). В 1922—1933 годах — профессор Литовского университета (с 1930 года носившего имя Витовта Великого) и одновременно директор Каунасского городского музея.

## Научная деятельность
При поддержке Русского географического общества в 1884—1887 годах собирал в Литве этнографические, диалектологические, фольклорные материалы и вместе с помощниками записал около трёхсот песен, тысячу сказок, две тысячи образцов малых фольклорных жанров. Подготовил и издал в 1886 году, в южной части Литвы проводил археологические раскопки.
Подготовил новое издание «Катехизиса» Микалоюса Даукши (1886), в которое включил фрагменты старинных литовских рукописей, словарик, образцы литовского фольклора. Совместно с Ф. Ф. Фортунатовым подготовил издание «Постиллы» Даукши (три выпуска, 1904—1927).
Составил «Литовскую хрестоматию» (1901—1904, две части), в которую включил отрывки из произведений Кристионаса Донелайтиса, Симонаса Даукантаса, Винцаса Кудирки, Юлии Жемайте, Пятраса Арминаса-Трупинелиса, памятников латышского и прусского языков, образцы литовских диалектов и фольклора.
Издал на русском языке ряд этнографических очерков о Литве, Жмуди, Витебской и Сувалкской губерниям, а также статей о говорах Виленского края, литуанизмах в старобелорусском языке, литовских писателях XVI—XIX веков.
В 1908—1909 годах записал на восковые валики литовские народные мелодии (первые записи такого рода).
Автор статей по латышскому и литовскому фольклору и мифологии в Энциклопедическом словаре Брокгауза и Ефрона.

## Труды
- Разыскания по вопросу о грамматическом роде. — Санкт-Петербург: тип. Имп. Ак[ад]. наук, 1882. — [4], 156 с.
- Старо-литовские тексты // ЖМНП.  —  СПб., 1885. — Ч. 263. — С. 306—317. — (Отд. 2). — Отд. извлечение. — Рец. на кн.: Szyrwid’s Punkty Kazań (Punktay sakimu) vom Jahre 1629  / K. Sirvydas; mit einer grammatischen Einleitung hrsg. von Richard Garbe. — Göttingen, 1884. — XLVIII, 156 p. — (Litauische und Lettische Drucke des 16. und 17. Jh. / hrsg. von A. Bezzenberger ; H. 4)
- Об изучении Литвы и Жмудии // Ковенские губернские ведомости. — 1886. — № 64.
- О результатах этнографической поездки к прусским литовцам летом 1883 года // Известия Имп. РГО. —  СПб., 1886. — Г. 1885. — Т. 21. — С. 97—112.
- Ещё несколько слов о литовских народных книгах. — Вильна, 1887. — 8 с. — Отд. оттиск из: Виленский вестник: газета политическая и литературная. — 1887. — Г. 128.  — № 120 (10 июня). — С. 2.
- Литовские древности. —  Вильна, 1887. — 14 с. — Отд. оттиск из: Виленский вестник: газета политиче-ская и литературная. — 1887. — Г. 128. — № 143 (8 июля). — С. 2; № 145 (10 июля). — С. 2.
- Об изучении литовского языка и племени / статья Э. А. Вольтера. — Вильна, 1887. — 15 с. — Отд. оттиск из: Памятная книжка Виленской губернии на 1887 год / Виленский губернский статистический комитет; ред. А. И. Шверубовича . — Вильна, 1886. — С. 123—133. — (Приложение)
- Об изучении литовской мифологии // Известия Имп. РГО. — СПб.,1888. — Г. 1888. — Т. 24, вып. 1. — Приложение. — 9 с.
- Об этнографической поездке по Литве и Жмуди летом 1887 года / приват-доцента Э. А. Вольтера // Записки ИАН. —  СПб., 1888. — Т. 56, прил. № 5. — С. 1—158
- Литовский катехизис Даукши 1595 г. (с объяснениями, 1886)
- Жмудские городища и древние урочища Тельшевского уезда. — Ковна, 1888. — 8 с. — Отд. оттиск из: Памятная книжка Ковенской губернии на 1888 год / Ковенский губернский статистический комитет; сост. К. Гуковский. — Ковна, 1887. — С. 230—237. — (Отдел 4. Приложения)
- Предварительный отчёт о поездках по Литве и Жмуди в 1884, 1885, 1886 и 1887 годах: читано в заседании Отделения этнографии 5 февраля 1888 г. // Известия Имп. РГО. — СПб., 1889. — Г. 1888. — Т. 24, вып. 6. — С. 403—414.
- Археологические коллекции частных лиц в Северо-Западном крае. — Вильна, 1889. — 6 с.
- Материалы для этнографии латышского племени Витебской губернии. Ч. 1 [и единств.]: Праздники и семейные песни латышей / Собрал и снабдил объяснениями Э. А. Вольтер// Записки Императорского Русского геогр. общ-ва по Отделению этнографии; Т. 15, Вып. 1. — СПб.: тип. Имп. Ак. наук, 1890. — XIV, 386 с.
- Литовская хрестоматия = Lietùviška Chrestomatija. Вып. 1 / Э. Вольтер = E. Volteris. — СПб., 1901. — 248 стб.
- Списки населенных мест Сувалкской губернии, как материал для историко-этнографической географии краяhttps://viewer.rusneb.ru/ru/rsl01003557209?page= / Собр. Э. А. Вольтер. — Санкт-Петербург: тип. Имп. Акад. наук, 1901. — [2], 315, [2] с.